# Metaphycus nadius
Metaphycus nadius är en stekelart som först beskrevs av Walker 1838.  Metaphycus nadius ingår i släktet Metaphycus och familjen sköldlussteklar. Inga underarter finns listade i Catalogue of Life.